# Nostalghia
Nostalghia (russischer Originaltitel: Ностальгия, Nostalgija) ist ein sowjetisch-italienisches Filmdrama aus dem Jahr 1983 unter der Regie von Andrei Tarkowski, mit Oleg Jankowski, Domiziana Giordano und Erland Josephson in den Hauptrollen. Es ist der erste Film, den Andrei Tarkowski außerhalb der Sowjetunion drehte.
In der Handlung des Films spielt das Heimweh-Gefühl eine zentrale Rolle, worauf sich auch der Titel bezieht. (Das russische Wort Ностальгия und auch das italienische nostalgia beziehen sich auf das Verlangen nach einem Ort, also Heimweh, oder einer Person, nicht wie im Deutschen nach einer vergangenen Zeit.) Nostalghia ist das einzige Spätwerk Tarkowskis, das erst nach knapp 30 Jahren deutsch vertont und nachsynchronisiert wurde. Die deutsche Version ist neben der italienischen auf einer am 30. April 2010 erschienenen DVD enthalten.

## Handlung
Der russische Schriftsteller Andrei Gortschakow reist nach Italien, um eine Biografie über Pawel Sosnowski zu schreiben, einen russischen Komponisten des 18. Jahrhunderts, der in Italien lebte und dort erfolgreich war, aber aus Sehnsucht in die Unfreiheit Russlands zurückkehrte, sich dort zudem unglücklich verliebte und sich schließlich das Leben nahm. Zusammen mit der Dolmetscherin Eugenia bereist Andrei verschiedene Aufenthaltsorte seines Landsmannes, darunter die Cappella di Santa Maria di Momentana in Monterchi mit dem Bildnis der Madonna del Parto von Piero della Francesca. Später halten sie sich in Bagno Vignoni auf, einem alten Badeort in der Toskana. Die Diskrepanz zwischen dem gehegten Idealbild und der Realität Italiens, verbunden mit übermächtiger Erinnerung an die russische Heimat setzen dem grüblerischen, zu Schwermut neigenden Andrei zu; er wirkt verzweifelt. In seinem Schmerz lehnt er auch die Liebe Eugenias ab, findet dagegen einen Seelenverwandten im Exzentriker Domenico, einem alten, einsamen Mathematiker, dem er bei den Thermen begegnet. Domenico gilt bei den Einwohnern und Badegästen als „verrückt“, weil er sich und seine Familie sieben Jahre lang in seinem Haus in Erwartung des Endes der Welt eingeschlossen hatte. Im Film wird die letztlich erfolgte Räumung des Hauses durch die Polizei in kurzen, albtraumhaften Rückblenden erzählt.
Andrei besucht Domenico, der mit seinem Schäferhund die Ruine eines alten Gebäudes bewohnt. Dieser spricht über seine „geheimen Pläne“: Es käme darauf an, „etwas Wichtiges zu machen“, „große Ideen“ zu haben und „die ganze Welt“ zu retten, was „ganz einfach“ sei. Andrei solle einfach an seiner Stelle mit einer brennenden Kerze die Therme von Bagno Vignoni durchqueren, die der Heiligen Katharina von Siena geweiht ist, da er selbst als „Verrückter“ von den anderen Bewohnern des Ortes daran gehindert werde. Als Eugenia erkennt, dass ihre Liebe zu Andrei auf Ablehnung stößt, kommt es im Hotel zu einer heftigen Auseinandersetzung zwischen den beiden; sie erklärt ihre Tätigkeit als Dolmetscherin für beendet und reist nach Rom zurück. Der allein zurückgebliebene, an Heimweh nach Russland leidende Andrei betrinkt sich; man sieht ihn durch knietiefes, von verfallenem Gemäuer umgebenes Wasser waten und Gedichte von Arseni Tarkowski (dem Vater Andrei Tarkowskis) deklamieren. In einer Traumszene identifiziert er sich mit Domenico.
Wieder in Rom erhält Andrei kurz vor seinem geplanten Rückflug in die Heimat einen Anruf von Eugenia, die mitteilt, dass sich auch Domenico in Rom aufhalte und wissen wolle, ob Andrei seinen Wunsch erfüllt habe. Andrei fährt daraufhin nach Bagno Vignoni zurück. Domenico hält auf dem Reiterstandbild Mark Aurels auf dem Kapitolshügel stehend eine Rede über den Irrweg der modernen Zivilisation. Schließlich übergießt er sich mit Benzin und verbrennt sich. Währenddessen versucht Andrei Domenicos Auftrag auszuführen. Zweimal erlischt die Kerze bei dem Versuch, sie durch das Becken des Thermalbades zu tragen, aus dem in der Zwischenzeit das Wasser abgelassen wurde. Beim dritten Mal gelingt es Andrei mit letzter Kraft, die Kerze brennend zu einem gegenüber liegenden Mauervorsprung zu bringen. Er bricht tot zusammen, was aber nur indirekt zu sehen ist.
Im Schlussbild sieht man Andrei mit Domenicos Schäferhund an einem kleinen Tümpel vor einem Holzhaus in einer offenbar russischen Landschaft sitzen. In einer minutenlangen Einstellung geht die Kamera langsam in die Supertotale, wobei sichtbar wird, dass sich die gesamte Szenerie im Innern einer gewaltigen, oben offenen italienischen Kirchenruine befindet (der Abbazia San Galgano). Dabei beginnt es zu schneien.

## Drehorte
Die Drehorte liegen großteils in der Toskana und in Latium. Als wichtigste sind zu nennen:
- Basilika San Pietro in Tuscania
- Bagno Vignoni
- Anagni (Bauernhaus des Domenico)
- Piazza della Collegiata in Faleria
- Calcata (Schlussdialog zwischen Gortschakow und Domenico)
- Kirche Santa Maria in Cittaducale (versunkene Kirche)
- Vicolo della Campanella in Rom
- Biegung des Tibers bei Otricoli (Standort des russischen Hauses von Gortschakow)
- Abbazia San Galgano (Kirchenruine im Schlussbild)

## Rezeption
„In der bundesdeutschen Filmkritik war, als der Film 1984 in die Kinos kam, die Entschlossenheit zu einschränkungsloser Bewunderung beachtlich. Sie umfaßte lückenlos die gesamte politische Skala von den konservativen bis zu den progressiven Positionen; bürgerliche und alternative Blätter redeten einmütig – auch terminologisch unisono – mit begeisterter Zunge.“

## Auszeichnungen
Auf den Filmfestspielen von Cannes 1983 wurde Nostalghia mit dem Preis der Ökumenischen Jury und dem FIPRESCI-Preis ausgezeichnet.

## Musik
Der Film enthält Musik von Claude Debussy, Richard Wagner, Ludwig van Beethoven, Giuseppe Verdi und Modest Mussorgski sowie russische Volkslieder.